# Sondaschule
Sondaschule est un groupe allemand de ska punk, originaire d'Oberhausen et Mülheim.

## Histoire
Le groupe est formé en 1999 dans le quartier de Styrum, à Mülheim, par Marc Böhle et Mirko Klautmann. Le nom fait référence au « débat sur le style old school et new school ». Parmi les membres fondateurs figurent également le chanteur Tim Kleinrensing (« Costa Cannabis ») et la fraction de cuivres de l'ancien groupe « The Project » avec Camello Parello (trompette) et Andreas von Schroeter-Kiwitt (trombone). Sondaschule joue des concerts avec des groupes comme Anti-Flag ou Ska-P. Avec leur premier album Klasse 1A, sorti en 2002, ils effectuent une tournée de plus de 200 concerts.
Après le départ de Böhle en 2005 et son remplacement par Tobias Rauch, ils sortent leur deuxième album Rambazamba en 2006. La tournée Rambazamba homonyme, qui comporte plus de 100 concerts, les mène d'Allemagne en Hollande, en Autriche et en Italie. Pendant cette tournée, le trompettiste Carmelo Parello quitte le groupe et est remplacé par le tromboniste Christopher Altmann, de sorte que le groupe comptait désormais deux trombonistes. De plus, Sascha Gase quitte également la formation, ce qui a pour conséquence qu'en 2007, cinq batteurs différents jouent plus de 30 concerts. En 2008, ils ont ouvert le Rock am Ring, ont gagné le concours de groupe de l'Open Flair et publient l'EP Herzlichen Glückwunsch et le troisième album de Sondaschule, Volle Kanne. En 2010, le nouvel album Von a bis b sort et se classe 9e du « D.A.T. 20 - Die Deutschen Alternative- und Trendcharts » dès la troisième semaine. 2012 voit la sortie de l'album Lass es uns tun, qui permet au groupe d'entrer pour la première fois dans le classement général des albums allemands. En 2015, l'album Schön kaputt sort et atteint la 8e place du classement des albums allemands. En juillet 2017, l'album Schere, Stein, Papier sort et atteint la 7e place du classement des albums allemands. L'année suivante, l'album acoustique correspondant est publié.
Le 23 juin 2021, le guitariste Daniel Junker décède de manière inattendue. Pour d'autres concerts et répétitions, il est remplacé par l'ancien membre des Tips - Phillip « FaF » Pfaff à la guitare,. Dans le podcast Plattensprung, Costa et Chris annoncent en février 2022 que FaF resterait membre permanent. La sortie du single Gute Zeiten et du nouvel album Unbesiegbar, annoncés pour juillet 2021, sont alors reportés. Le groupe sort finalement l'album Unbesiegbar le 11 février 2022, qui se hisse à la deuxième place du classement des albums allemands. La sortie est accompagnée d'une mini-série sur YouTube.

## Discographie
- 2002 : Lieber Einen Paffen (EP, CD, vinyle)
- 2002 : Klasse 1A (album)
- 2005 : Dephaudeh (DVD double)
- 2006 : Rambazamba (Knock Out (Cargo Records))
- 2008 : Herzlichen Glückwunsch (EP, CD, Hamburg Records)
- 2008 : Volle Kanne (Hamburg Records (Soulfood))
- 2010 : Tanz (single)
- 2010 : Von A bis B (album)
- 2012 : Es ist wie es ist (Was kostet der Fisch) (single)
- 2012 :  Lass es uns tun (album) (Seven Days Music (Sony Music))
- 2013 : Deine Mama (clip)
- 2015 : Lost Tapes, Vol. 1 (album)
- 2017 : Schere-Stein-Papier (album)
- 2018 : Schere-Stein-Papier (album acoustique)
- 2020 : Lost Tapes 2 (album)
- 2022 : Unbesiegbar (album) (BMG)